# Stictolobus borealis
Stictolobus borealis är en insektsart som beskrevs av John S. Caldwell 1949. Stictolobus borealis ingår i släktet Stictolobus och familjen hornstritar. Inga underarter finns listade i Catalogue of Life.